# Липтак, Иржи
Иржи Липтак (чеш. Jiří Lipták; род. 30 марта 1982, Брно) — чешский стрелок, выступающий в трапе. Чемпион Олимпийских игр 2020 в Токио. Чемпион Европы 2019, 2022, серебряный призёр чемпионата Европы 2021, бронзовый призёр чемпионатов мира 2010 и 2017, победитель трёх этапов кубка мира.

## Карьера
Иржи Липтак начал выступать за чешскую сборную на международных соревнованиях в 1997 году. Самым большим успехом в карьере Липтака являются три личные победы: золото чемпионата Европы 2019 года, а также две золотые медали на этапах кубка мира (Пекин 2014 и Сан-Марино 2016). Дважды становился бронзовым призёром чемпионата мира в личном зачёте. Был участником Олимпийских игр 2016 года в Рио-де-Жанейро, занял там 18 место.
29 июля 2021 года стал чемпионом Олимпийских игр 2020 в Токио, опередив своего соотечественника Давида Костелецки, ставшего вторым.
На чемпионате Европы 2021 года в хорватском Осиеке завоевал серебряную медаль. Также стал серебряным призёром финального этапа кубка мира 2021 года в Ларнаке. В 2022 году выиграл золото на этапе кубка мира в Баку, а также стал чемпионом Европы.

## Достижения
Олимпийский чемпион 2020
 3-кратный серебряный призёр чемпионатов мира
 4-кратный бронзовый призёр чемпионатов мира
 4-кратный чемпион Европы
 5-кратный серебряный призёр чемпионатов Европы
 3-кратный бронзовый призёр чемпионатов Европы
 3-кратный победитель этапов кубка мира (Пекин 2014, Сан-Марино 2016, Баку 2022)
 3-кратный серебряный призёр этапов кубка мира (Чханвон 2018, Ларнака 2021, Осиек 2021 команда)
 Серебряный призёр чемпионата мира среди юниоров 2001
 Бронзовый призёр чемпионата Европы среди юниоров 2002

## Семья
Иржи Липтак женат. У него и его жены Петры двое детей: сын Даниэл и дочь Каролина.